# Star Wars Trilogy Arcade
Star Wars Trilogy Arcade es un juego de arcade lanzado en 1998. Es un juego de disparos en 3D basado en la trilogía original de las películas de Star Wars y fue lanzado junto con las ediciones especiales de estas películas. Acompañado por el juego de pinball Star Wars Trilogy, es el segundo en la serie Star Wars Arcade de Sega; está precedido por Star Wars Arcade de 1993 y seguido por Star Wars: Racer Arcade de 2000. 

## Jugabilidad
El juego tiene dos temas principales: recreaciones de cada una de las primeras tres películas de Star Wars, que constan de dos misiones cada una; y dos batallas contra Darth Vader y Boba Fett.
El modo de juego normal implica que el jugador mueva una cruz por la pantalla usando un joystick y presionando el botón de disparo encima del joystick para disparar. Un botón de "evento especial" se enciende en ciertos puntos del juego y cuando se presiona, activa un evento en la pantalla. El juego sitúa al jugador en varias batallas clave de las películas de Star Wars con una misión para cada película original de Star Wars. El jugador selecciona la misión de la película para jugar primero y cada misión tiene tres partes.
La misión A New Hope vuelve a representar la batalla espacial final en Yavin, con Luke Skywalker piloteando un caza X-wing contra TIE Fighters. La segunda parte de la misión consiste en volar a lo largo de la superficie de la Estrella de la Muerte, disparando cazas TIE y cañones pesados de torreta turbolaser XX-9, y enfrentando al caza TIE de Darth Vader. La tercera parte de la misión enfrenta al jugador dentro de la trinchera de la estación de batalla, usando torpedos de protones dirigidos al puerto de escape para destruir la Estrella de la Muerte.
En la misión The Empire Strikes Back, el jugador vuelve a representar la batalla inicial de la película en Hoth. La primera parte de la misión consiste en disparar a los caminantes AT-ST y droides sonda, y ayudar a otros quitanieves a derribar los caminantes AT-AT gigantes. La segunda parte de la misión recrea el escape de Hoth, corriendo por los corredores de la base rebelde, disparando a soldados de nieve y wampas mientras viajas al Halcón Milenario. La tercera parte de la misión se lleva a cabo en el hangar, nuevamente disparando snowtroopers y una última wampa antes de escapar.
La misión Return of the Jedi comienza con una recreación de la secuencia de la moto speeder en Endor de la película, donde el jugador debe disparar a los exploradores en sus propias motos speeder. La segunda parte de la etapa tiene al jugador moviéndose hacia la base del Imperio en Endor, disparando a cualquier enemigo en el camino. En la tercera parte de la misión, el jugador debe disparar rápidamente un bláster en un andador AT-ST. La misión final del juego dirige al jugador como un piloto de X-Wing sin nombre, para destruir la segunda Estrella de la Muerte.
El juego presenta dos etapas de jefe que están disponibles una sola vez después de la finalización de ambas etapas convencionales, aunque el jugador no está obligado a ganar tampoco para terminar el juego. En la batalla del primer jefe, que se logra al completar las primeras dos etapas, el jugador usa un sable de luz para reflejar los disparos de bláster de Boba Fett hacia él, con el fin de golpear a Fett en el pozo Sarlacc detrás de él. El segundo, que es después de la tercera etapa, involucra al jugador en duelo con Darth Vader en la segunda Estrella de la Muerte.

## Recepción
Las críticas fueron generalmente positivas. Christopher Michael Baker de AllGame clasifica el juego en 4.5 de 5, y lo encuentra virtualmente perfecto, con excelentes gráficos, sonido y control de juego. Se dice que el controlador de joystick proporciona una sensación reactiva que simula de manera significativa un sable de luz, pero el único defecto del juego es una imperfección menor en el control del juego durante las dos etapas de bonificación contra Boba Fett y Darth Vader.
Anthony Burch de Destructoid encuentra el juego en un equilibrio entre la jugabilidad (centrándose en disparar y los sables de luz) y la historia (centrándose en la inmersiva recreación cinematográfica de ser parte del universo de Star Wars). Él dice que los diseños de la misión del juego generalmente van desde "impresionante" a "más impresionante", y las misiones A New Hope siguen exactamente el juego de arcade Star Wars de 1983. Encuentra que el control de juego de las misiones de bonificación es "torpe y lineal", pero sin embargo se siente como un sable de luz realista y, en general, puede ser una "delicia".